# Julien Arias
Pour les articles homonymes, voir Julien Arias (producteur) et Arias.

a Compétitions nationales et continentales officielles uniquement.

b Matchs officiels uniquement.
Dernière mise à jour le 9 novembre 2019.
Julien Arias, né le 26 octobre 1983 à Marseille (Bouches-du-Rhône), est un joueur de rugby à XV français qui a évolué au poste d'ailier.

## Biographie
Lors de la saison 2004-2005, Julien Arias est la révélation de l'année au poste d'ailier. Le 22 mai 2005, il participe avec le Stade français à la finale de Coupe d'Europe face au Stade toulousain au Murrayfield Stadium à Édimbourg. Il est titularisé sur l'aile droite. À l'issue du temps réglementaire, les deux équipes sont à égalité, 12 à 12, mais les Toulousains parviennent à s'imposer 12 à 18 à l'issue des prolongations.
En juin 2005, il est sélectionné avec les Barbarians français pour aller défier la Western Province à Stellenbosch en Afrique du Sud. Les Baa-Baas s'inclinent 22 à 20.
En juin 2011, il participe à la tournée des Barbarians français en Argentine pour jouer deux matchs contre les Pumas. Les Baa-Baas s'inclinent 23 à 19  à Buenos Aires puis l'emportent 18 à 21 à Resistencia.
En juin 2012, il participe à la tournée des Barbarians français au Japon pour jouer deux matchs contre l'équipe nationale nippone à Tokyo. Les Baa-Baas l'emportent 40 à 21 puis 51 à 18.
En 2012, il intègre l'INSEEC Grande École, aux côtés d'un de ses coéquipiers au Stade français Paris, le pilier international David Attoub. Leur but commun étant de se construire un avenir après une éventuelle reconversion, en fin de carrière.
En novembre 2019, il met en terme à sa carrière et intègre l'encadrement de son dernier club, le Stade français, en tant qu'entraîneur assistant. Quelques jours après ce changement de statut, le club perd le derby parisien face au Racing 92 et est dernier du championnat (après 9 journées disputées). Le directeur sportif Heyneke Meyer et ses adjoints sont alors remerciés le 12 novembre 2019. Julien Arias devient alors co-entraîneur de l'équipe aux côtés de Laurent Sempéré qui a été son coéquipier au club de 2008 à 2019. Ils parviennent à améliorer la dynamique de résultats mais le club est toujours dernier lors de l'interruption du championnat à cause de la pandémie de Covid-19 en France. Le club se maintient grâce à l'annulation des relégations en Pro D2.
En 2020, Sempéré et Arias sont conservés à leurs postes respectifs d'entraîneur des avants et des arrières, mais travaillent sous les ordres de Gonzalo Quesada, entraîneur en chef de retour au club après un premier passage de 2013 à 2017.

## Carrière

### En club

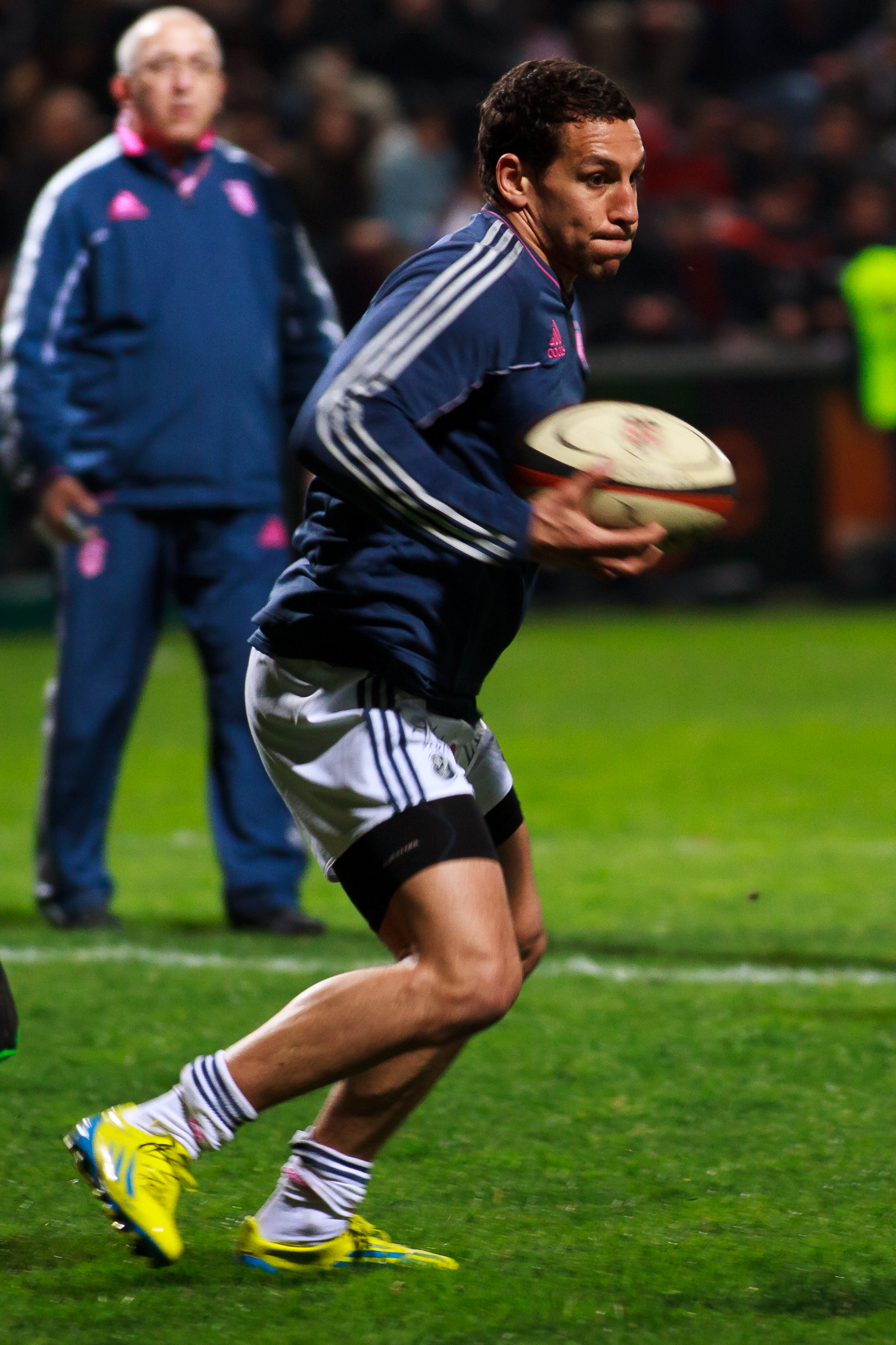
Julien Arias, à l'échauffement avec le Stade français, en 2013.

- Jusqu'en 2000 : Cadeneaux-Vitrolles
- 2000-2004 : US Colomiers
- 2004-2019 : Stade français Paris

### En sélection nationale
Il a honoré sa première cape internationale en équipe de France le 27 juin 2009 contre l'équipe d'Australie.

## Entraîneur
| Saison      | Club           | Division | Poste    | Classement                 | Coupe d'Europe                | Challenge européen |
| ----------- | -------------- | -------- | -------- | -------------------------- | ----------------------------- | ------------------ |
| 2019 - 2020 | Stade français | Top 14   | Arrières | 14e (arrêt du championnat) | -                             | Éliminé en poule   |
| 2020 - 2021 | Stade français | Top 14   | Arrières | 6e, éliminé en barrages    | -                             | Éliminé en poule   |
| 2021 - 2022 | Stade français | Top 14   | Arrières | 11e                        | Éliminé en huitième de finale | -                  |

## Palmarès

### En club
- Double champion de France : 2007, 2015
  - Finaliste : 2005
- Finaliste de la coupe d'Europe : 2005
- Vainqueur du challenge européen en 2017
- 77 essais inscrits en championnat de France[1], dont
  - 6 essais marqués avec Colomiers
  - 71 essais marqués avec le Stade français Paris
- 16 essais inscrits en coupe d'Europe et 13 en Challenge européen[1]

### En équipe nationale
- 2 sélection depuis 2009
- Sélections par années : 1 en 2009 et 1 en 2010
- Équipe de France A : 1 sélection en 2005 (Irlande A)
- Équipe de France -21 ans : participation aux championnats du monde 2003 en Angleterre et 2004 en Écosse

### Distinction personnelle
- Nuit du Rugby 2014 : prix du plus bel essai avec le Stade français[9].